# Beltexco
Beltexco S.A  est une entreprise de la République Démocratique du Congo, créée en 1922, qui fait partie du groupe Rawji qui regroupe des activités dans la distribution de produits FMCG, la banque Rawbank, la production industrielle (Yamaha, Iveco, Husqvarna) les installations électriques et les activités portuaires .
Beltexco est une maison de commerce spécialisée dans l'importation et la distribution d'articles et de produits divers, essentiellement alimentaires, dans toute la République Démocratique du Congo.

## Historique
La société est créée en 1922 par une famille belge sous le nom groupe Rawji.

## Produits distribués
- Lait
- Savon
- Poissons salés
- Conserves
- Corned-beef
- Pates de tomate, biscuits
- divers (crochet et filets de pêche, pièces de rechange de bicyclette, colle, ustensiles, quincaillerie)
- 1000 articles de marques internationales

## Réseau provincial de distributeurs
La société dispose de bateaux naviguant sur le fleuve Congo et sur la rivière Kasaï afin d'assurer le ravitaillement de ses succursales.
- Matadi
- Lubumbashi
- Tshikapa
- Mbuji-Mayi
- Kisangani
- Kolwezi
- Likasi
- Ilebo
- Isiro
- Kindu